# 대한민국 형법 제340조
대한민국 형법 제340조는 해상강도에 대한 형법각칙의 조문이다.

## 조문
제340조(해상강도) ① 다중의 위력으로 해상에서 선박을 강취하거나 선박 내에 침입하여 타인의 재물을 강취한 자는 무기 또는 7년 이상의 징역에 처한다.
②제1항의 죄를 범한 자가 사람을 상해하거나 상해에 이르게 한때에는 무기 또는 10년 이상의 징역에 처한다. <개정 1995.12.29>
③제1항의 죄를 범한 자가 사람을 살해 또는 사망에 이르게 하거나 강간한 때에는 사형 또는 무기징역에 처한다. <개정 1995.12.29, 2012.12.18>

## 참고 문헌
- 김재윤, 손동권, 새로운 형법각론, 율곡출판사, 2013. ISBN 978-89-974283-4-2

## 같이 보기
- 대한민국 형법 제335조
- 야간주거침입죄
- 준특수강도죄
- 강도치상죄